# Shibataea
El gènere Shibataea són bambús de la família poàcia i de la subfamília bambusòidia. Aquests bambús nans, que no arriben als 2 metres, suporten gelades molt rigoroses. Són originaris del Japó.

## Taxonomia
- Shibataea chiangshanensis
- Shibataea chinensis
- Shibataea fujianica
- Shibataea hispida
- Shibataea kumasaca, (també dit kumasasa, fals boix o okame-sasa)
- Shibataea lanceifolia
- Shibataea nanpinensis
- Shibataea nanpingensis
- Shibataea pygmaea
- Shibataea ruscifolia
- Shibataea strigosa
- Shibataea tumidinoda